# Lithocarpus chifui
Lithocarpus chifui Chun & Tsiang – gatunek roślin z rodziny bukowatych (Fagaceae Dumort.). Występuje naturalnie w Chinach – w prowincjach Guangdong (na północnym wschodzie) oraz Kuejczou (w części południowej). 

## Morfologia
PokrójZimozielone drzewo dorastające do 20 m wysokości.
LiścieBlaszka liściowa skórzasta, kształtu eliptycznego do lancetowatego. Mierzy 15–30 cm długości oraz 6–12 cm szerokości, całobrzega, ma zbiegającą po ogonku nasadę i długo zaostrzony wierzchołek. Ogonek liściowy o długości 15–28 mm jest owłosiony.
OwoceOrzechy o niemal kulistym kształcie, dorastają do 18–20 mm średnicy. Są całkowicie otulone kulistymi miseczkami o średnicy 25–30 mm średnicy.

## Biologia i ekologia
Rośnie w lasach mieszanych na wysokości od 1200 do 1400 m n.p.m. Kwitnie od maja do czerwca, natomiast owoce dojrzewają od sierpnia do października.